# Operació Orchard
L'Operació Orchard (Operació Hort, en hebreu: מבצע בוסתן) va ser un atac aeri israelià sobre un objectiu conegut pels sirians amb el nom clau d'Al-Kibar, situat a la regió de Dayr az-Zawr, a Síria, dut a terme just després de la mitjanit del 6 de setembre de 2007. D'acord amb la informació que es va donar a conèixer en els diversos mitjans de comunicació, l'atac va ser executat pel 69.º Esquadró de F-15I Strike Eagle de la Força Aèria Israeliana, a més d'avions F-16 Fighting Falcon i una aeronau militar d'intel·ligència electrònica, amb un total de vuit aeronaus. Els avions de combat estaven equipats amb míssils Aire-Terra AGM-65 Maverick, bombes de 227 quilos i tancs externs de combustible. Un informe va indicar així mateix que un comando de Shaldag, que formaven part de la Força Aèria Israeliana, va arribar al lloc el dia anterior per senyalitzar els objectius via làser.

## Incursió prèvia a l'atac
D'acord amb el que es va informar al The Sunday Times, els membres del Sayeret Matkal, unitat de les Forces de Defensa Israelianes, es van introduir a la central nuclear siriana abans de l'atac del 6 de setembre i van portar proves a territori israelià. Després de la realització de diverses anàlisis i confirmar-se que aquest material provenia de Corea del Nord, els Estats Units van donar l'aprovació a Israel per realitzar l'atac. The Times també informà que aquesta missió va ser dirigida personalment pel Ministre de Defensa d'Israel, Ehud Barak.

## Detecció per radar

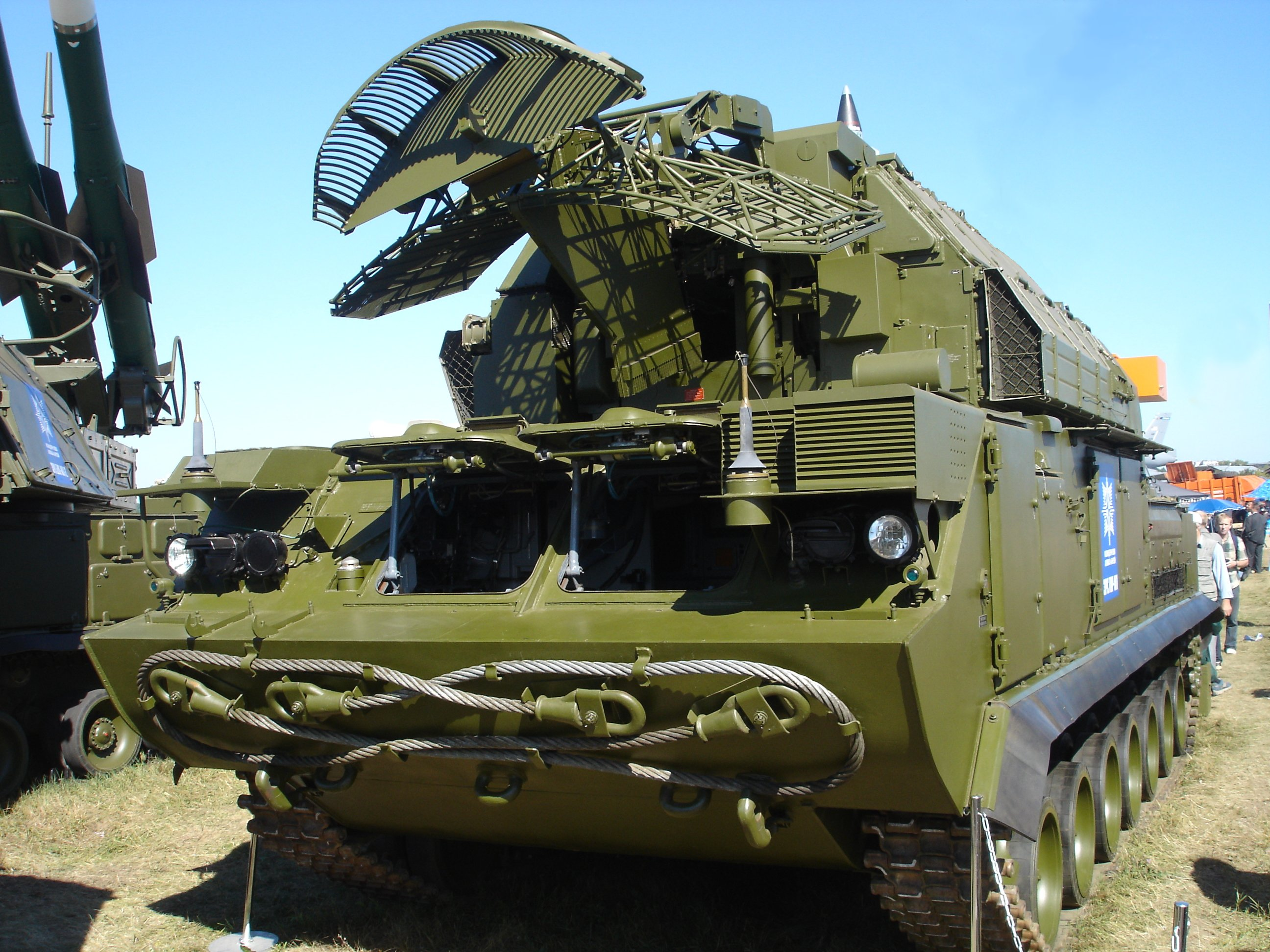
Sistema Tor-M1 com el que va fer servir Síria.

Segons les fonts militars i industrials que van contactar amb la revista Aviation Week and Space Technology, durant l'operació els israelians van utilitzar un sistema tecnològic similar al Suter, desenvolupat pels Estats Units. Amb aquest sistema, la Força Aèria Israeliana va ser capaç de penetrar amb els seus avions de combat a l'espai aeri sirià sense ser detectats per radar. Aquest sistema va permetre manipular directament el senyal rebut pels radars enemics, mostrant en els seus sensors objectius falsos. Això va demostrar l'efectivitat d'aquest sistema, atès que Síria disposava de dos sistemes moderns que havia adquirit a Rússia poc temps abans dels atacs, suposadament els Tor-M1 i Pechora-2A.

## L'objectiu

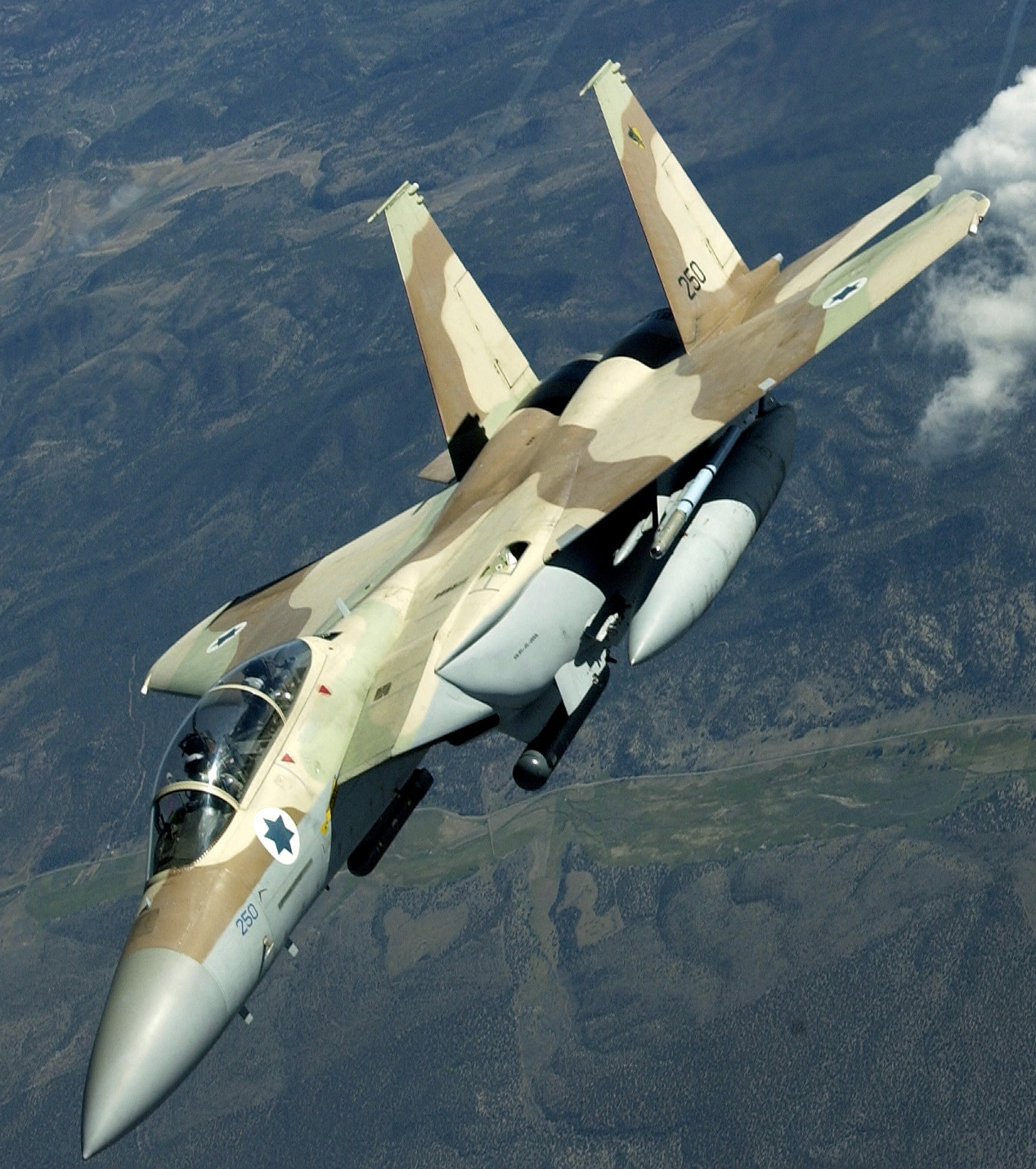
McDonnell Douglas F-15I Strike Eagle

La CNN va informar primerament que aquest atac va tenir com a objectiu destruir armament «destinat als membres de Hesbol·là» i que l'operació israeliana «va deixar un enorme buit en el desert». El 13 de setembre, el diari The Washington Post va donar a conèixer que els serveis d'intel·ligència nord-americans i israelians havien aconseguit informació sobre una instal·lació nuclear construïda a Síria amb l'ajuda de Corea del Nord, i que l'objectiu era una «instal·lació capaç de construir armament no convencional». En l'opinió de The Sunday Times, l'objectiu era un amagatall de materials nuclears procedents de Corea del Nord. Un vaixell nord-coreà havia atracat a Síria uns dies abans, i després de l'atac Corea del Nord va condemnar públicament la incursió; un fet insòlit, atès que el govern nord-coreà normalment no es fa ressò dels esdeveniments internacionals. El vaixell va ser posteriorment identificat com l'Al Hamed, una nau de 1700 tones de càrrega que anteriorment havia estat propietat d'una empresa nord-coreana. El vaixell navegava amb bandera de Corea del Sud quan va travessar el Canal de Suez i va atracar en el port sirià de Tartus el 28 de juliol. Va tornar el 3 de setembre, quan es va dir que estava descarregant ciment.
Aquesta informació va ser posada en dubte el 24 de setembre, quan The Raw Story va informar que oficials dels serveis d'intel·ligència dels Estats Units havien dit que no s'havia atacat a una central nuclear, sinó que l'objectiu havien estat els míssils No-Dong construïts a Corea del Nord. D'acord amb l'informe, els míssils eren antiquats, però Síria estava intentant armar-los «químicament».
El vicepresident sirià Faruq Al Shara va anunciar el 30 de setembre que l'objectiu destruït per la Força Aèria Israeliana era l'ACSAD (acrònim en anglès de Arab Center for the Studies of Arid zones and Dry lands; traduït: Centre Àrab d'Estudis per a Zones Àrides i Terres Seques), però el propi centre va negar immediatament aquest fet. L'endemà, el president sirià, Baixar al-Àssad, va descriure l'objectiu bombardejat com un «complex militar buit i inacabat que encara estava en construcció». Bashar Al-Assad no va oferir majors detalls sobre la naturalesa de l'edificació ni la seva finalitat.
El 28 de setembre, el diari kuwaitià Al Jareeda va anunciar que el general iranià Ali Resa Asgari, qui havia desaparegut al febrer, va ser la font de l'atac aeri. Aquesta notícia va ser confirmada pel grup d'intel·ligència Stratfor, que va assegurar que Asgari «va atorgar a Israel els coneixements necessaris sobre el programa de míssils sirià, per dur a terme l'atac aeri».
El 14 d'octubre, el diari The New York Times, citant fonts d'intel·ligència militar dels Estats Units i Israel, va publicar que l'objectiu havia estat un reactor nuclear en construcció, sota la supervisió de tècnics nord-coreans, un nombre indeterminat dels quals van morir en l'atac.

## Reaccions posteriors a l'atac
Síria va respondre afirmant que les seves defenses antiaèries havien disparat a avions de la Força Aèria Israeliana, que havien bombardejat zones buides en el desert o edificis militars que no estaven en ús. Per part d'Israel no es van fer comentaris sobre l'incident, a pesar que el primer ministre Ehud Olmert va dir que «els serveis de seguretat i les Forces de Defensa Israelianes estan demostrant un coratge inusual. Naturalment, nosaltres mai vam mostrar al públic les nostres cartes». Als mitjans de comunicació israelians se'ls va prohibir realitzar la seva pròpia recerca sobre l'atac aeri. El 16 de setembre, el cap de l'Estimen, Amos Yadlin, va dir davant el comitè parlamentari que Israel havia recuperat la seva «capacitat de dissuasió». Al secretari de Defensa dels Estats Units, Robert Gates, se li va preguntar si Corea del Nord estava col·laborant amb Síria en el seu rearmament nuclear, però va respondre únicament que «nosaltres estem observant als nord-coreans amb molta cautela. També observem als sirians amb molta cautela». El primer reconeixement públic per part d'Israel va arribar el 19 de setembre quan el líder de l'oposició, Binyamin Netanyahu, va dir que havia tingut notícia de l'operació i que havia felicitat al primer ministre Olmert. L'assessor de Netanyahu, Uzi Llaureu, va declarar posteriorment a Newsweek: «Sé el que va ocórrer, i quan surti a la llum deixarà bocabadat a tothom».
El 17 de setembre, el primer ministre Olmert va anunciar que estava preparat per segellar la pau amb Síria «sense condicions preestablertes i sense ultimàtums». D'acord amb una enquesta duta a terme pel Dahaf Research Institute, la popularitat d'Olmert va pujar del 25 % al 35 % després de l'atac aeri.
El 2 d'octubre de 2007, les Forces de Defensa Israelianes van confirmar que l'atac havia ocorregut, seguint una petició del diari israelià Haaretz per aixecar la censura. No obstant això, els comandaments militars encara segueixen censurant els detalls sobre l'atac aeri i l'objectiu.
El 26 d'octubre, es van difondre imatges pels serveis secrets dels Estats Units en declaracions al The New York Times, en les quals s'assenyalava que la instal·lació atacada havia estat desmantellada per Síria poc després del bombardeig, prova segons els informadors que Síria tenia alguna cosa per ocultar.